# Narodni park Kornati
Narodni park Kornati obsega skupino otokov Kornati v hrvaškem delu Jadrana v srednji Dalmaciji, zahodno od Šibenika v Šibensko-kninski županiji.

## Opis
Nacionalni park je bil razglašen leta 1980 in od takrat je dan pod zaščito. Skupna površina parka je okoli 229 km² in obsega 89 otokov, otočkov in čeri. Največji otok se imenuje Kornat. Od površine parka, je samo četrtina kopnega, medtem ko je preostali del morski eko sestav. Kornati so najgostejši arhipelag v Sredozemskem morju.

## Naravne in kulturna posebnosti
Navpične stene »krune« kornatskega otočja, obrnjene proti odprtem morju, so najatraktivnejši fenomen tega parka. 
Kopni del parka je zasebna lastnina, lastniki so pretežno Murterini z otoka Murter, kjer je tudi agencija, ki upravlja s parkom.